# Shaybo
 (décembre 2021).
La mise en forme du texte ne suit pas les recommandations de Wikipédia : il faut le « wikifier ».
Les points d'amélioration suivants sont les cas les plus fréquents. Le détail des points à revoir est peut-être précisé sur la page de discussion.
- Les titres sont pré-formatés par le logiciel. Ils ne sont ni en capitales, ni en gras.
- Le texte ne doit pas être écrit en capitales (les noms de famille non plus), ni en gras, ni en italique, ni en « petit »…
- Le gras n'est utilisé que pour surligner le titre de l'article dans l'introduction, une seule fois.
- L'italique est rarement utilisé : mots en langue étrangère, titres d'œuvres, noms de bateaux, etc.
- Les citations ne sont pas en italique mais en corps de texte normal. Elles sont entourées par des guillemets français : « et ».
- Les listes à puces sont à éviter, des paragraphes rédigés étant largement préférés. Les tableaux sont à réserver à la présentation de données structurées (résultats, etc.).
- Les appels de note de bas de page (petits chiffres en exposant, introduits par l'outil «  Source ») sont à placer entre la fin de phrase et le point final[comme ça].
- Les liens internes (vers d'autres articles de Wikipédia) sont à choisir avec parcimonie. Créez des liens vers des articles approfondissant le sujet. Les termes génériques sans rapport avec le sujet sont à éviter, ainsi que les répétitions de liens vers un même terme.
- Les liens externes sont à placer uniquement dans une section « Liens externes », à la fin de l'article. Ces liens sont à choisir avec parcimonie suivant les règles définies. Si un lien sert de source à l'article, son insertion dans le texte est à faire par les notes de bas de page.
- La présentation des références doit suivre les conventions bibliographiques. Il est recommandé d'utiliser les modèles {{Ouvrage}}, {{Chapitre}}, {{Article}}, {{Lien web}} et/ou {{Bibliographie}}. Le mode d'édition visuel peut mettre en forme automatiquement les références.
- Insérer une infobox (cadre d'informations à droite) n'est pas obligatoire pour parachever la mise en page.

Pour une aide détaillée, merci de consulter Aide:Wikification.
Si vous pensez que ces points ont été résolus, vous pouvez retirer ce bandeau et améliorer la mise en forme d'un autre article.
Shaybo, de son vrai nom Laura Adegbite, née le 5 octobre 1996 au Nigeria, est une rappeuse nigériano-britannique. 
Elle a vécu à Abuja, la capitale du Nigeria, jusqu’à ce que sa famille déménage à Londres quand elle avait six ans. Elle a commencé à faire de la musique en tant que membre d’un groupe quand elle avait 14 ans, mais a grandi pour être une travailleuse sociale. Après avoir réalisé qu’elle devait passer sa vie à faire ce qu’elle aimait le plus, elle a quitté son travail social et a recommencé à faire de la musique, consacrant ses journées et ses nuits au rap.
Shaybo a sorti une mixtape intitulé Queen of the South. Ces projets sont accompagnés par une foule de singles dont ceux interprétés par Shaybo elle-même ainsi que ceux mettant en vedette d’autres chanteurs et rappeurs des États-Unis, du Royaume-Uni et du Nigeria.

## Enfance
Shaybo est originaire du Nigeria et est Yoruba Alors qu’elle vivait au Nigeria, elle a fréquenté un pensionnat dans la capitale du pays, Abuja. Après avoir passé une partie de son enfance au Nigeria, elle a déménagé à Londres à l’âge de six ans. Shaybo a une sœur aînée et trois frères. Elle a passé une grande partie de son enfance à Lewisham, un arrondissement dans le sud-est de Londres. Pendant qu’elle était à l’école primaire, Shaybo a souvent eu des « problèmes » qui l’ont amenée à être « exclue. » Shaybo a noté que son mauvais comportement a commencé lorsqu’elle a remarqué que les élèves de Londres s’en tiraient beaucoup plus mal que les élèves des écoles du Nigeria.
Pour l’école secondaire, Brown fréquenté la Catford High School. Pendant ses études secondaires, Brown passait souvent son temps libre avec ses amis à Catford Frontline ou dans un magasin de poulet local. C’est à cette époque de sa vie que Brown entamera sa carrière de musicienne en freestyle avec ses amis. À l’âge de 14 ans, elle faisait partie d’un groupe de musique, mais cette entreprise a été interrompue lorsque sa mère lui a dit qu’elle devait aller à l’université et obtenir un diplôme. Après avoir obtenu un diplôme en travail social, Brown est retournée à la musique.